# ルイ・リエル

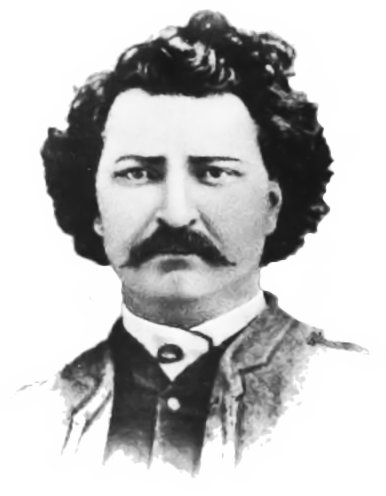
ルイ・リエル

ルイ・リエル（Louis "David" Riel, 1844年10月22日 - 1885年11月16日）は、カナダの政治家で、プレーリー地区のメティのリーダーである。リエルはカナダ政府に対しノースウェスト準州に基盤を置くメティの権利、文化保護を求め二つの反乱を主導したが、この反乱は次第にカナダ全土に勢力を拡大していった。
リエルの一つ目の反乱は1869年から1870年にかけて行われたもので、レッドリヴァーの反乱と呼ばれる。リエルの設立した臨時政府はついにはマニトバ州の連邦政府加入に関する条件について協議を行った。リエルはこの反乱の最中にトーマス・スコットの処刑を巡る論争の結果米国への逃亡を余儀なくされた。それにもかかわらず、リエルはしばしば「マニトバの父」と呼ばれる。米国での亡命生活中、リエルは3度にわたってカナダ下院議員に選出されているが、議席に就くことはなかった。3年間の間リエルは、自らのことを神に選ばれた指導者・預言者であるという妄想を抱くなど精神疾患の発作に苦しんだ。この期間中に抱いた確信が後に再び表層に現れ、リエルの行動に影響を与えた。リエルは亡命期間中の1881年にモンタナ州で結婚をし、3人の子供を儲けた。
1884年にリエルは後のサスカチュワン州に帰還し、連邦政府に対してメティの不満を代弁する立場となった。この抵抗活動は次第に1885年のノースウェストの反乱として知られる軍事的闘争にまで発展していった。この闘争もリエルの逮捕、裁判そして反逆罪による死刑判決によって終焉をみた。カナダの仏語圏では、リエルに対し同情の眼差しが向けられ、その処刑はカナダのケベック州と英語圏の間の関係に消すことのできない影響を与えた。リエルは、カナダにおける連邦政府の父とも連邦に対する反逆者ともいわれるが、カナダの歴史の文脈上、その評価については最も複雑で難解な一人として論争の種は尽きず、また悲劇的な人物として捉えられている。

## 幼少年期

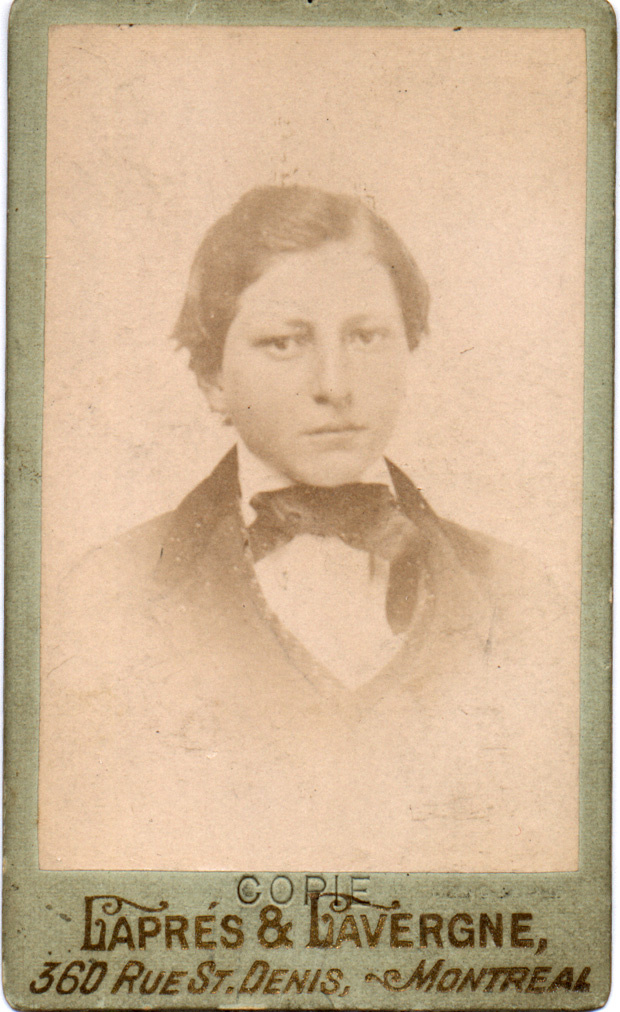
14歳

レッドリヴァー居留地は、名目上ハドソン湾会社によって経営されたルパートランド内の共同生活体であり、その主な居住者はカナダ先住民及びクリー族、オジブウェー族、ソルトー族、フランス系、スコットランド系、イギリス系の混血からなる民族すなわちメティであった。ルイ・リエルは1844年にこの居留地（後のマニトバ州ウィニペグ近郊）でルイ・リエル・シニアとジュリー・ラジモディエールの間に11人兄弟の長男として生まれた。リエルの育った家庭は地域でもよく名の通ったフランス系カナダ人メティの家柄であった。父親は、ハドソン湾会社の長年にわたる商業活動の独占に挑み投獄されたメティのギョーム・セイヤー（Guillaume Sayer）を支援する組織の編成に携わったことによりその共同生活体内での名声を獲得した。リエルの父親の組織の行った扇動活動の結果セイヤーは釈放され、ハドソン湾会社の独占体制は終焉を迎え、リエル家の名前はレッド・リヴァー一帯で高名となった。一方、リエルの母親は、1812年にレッド・リヴァーに白人の一族としては初めて入植した、ジャン=バプティスト・ラジモディエール（Jean-Baptiste Lagimodiere）とマリー=アン・ガブリー（Marie-Anne Gaboury）の娘である。リエル一族は、熱心なカトリック信仰と強い家族の絆で知られていた。
リエルはまず、マニトバ州セント・ボニファスでローマ教会の僧侶から教育を受けた。13歳の時には、当時メティの有能な若者から聖職者を育成することに熱心であったセント・ボニファスの属司教アレクサンドル・タシェにその才覚を見出された。1858年にはタシェの斡旋によりケベック州モントリオールにあったシュルピス会のモントリオール・カレッジ（College de Montreal）の神学校（Petit Seminaire）に通うことになった。その当時の記述によれば、リエルは語学、科学及び哲学の分野で良い成績を収めたが、時折何の前触れもなくむら気を起こすことがあったといわれている。
1864年早すぎる父親の死の知らせを聞いたリエルは聖職への道に対する関心を失い1865年3月にカレッジを退校した。その後しばらくは愛徳会の修道院生として勉学を続けるが、規律違反をたびたび犯したため間もなく退学を求められた。この期間リエルはモントリオールの叔母ルーシー・リエル（Lucie Riel）の家で暮らした。父親の死により困窮したリエルは、ロドルフ・ラフラム（Rodolphe Laflamme、1827年5月15日 - 1893年12月7日、弁護士・政治家）の在モントリオール法律事務所の事務員として働いた。この頃リエルはマリー=ジュリー・グルノン（Marie-Julie Guernon）という名の若い女性と実らぬ恋に落ちた。リエルは婚約の誓約書に署名をするに至ったが、相手方の家族はメティと係わり合いになることに反対し、結局この婚約は破棄された。この婚約破棄からくる失望感もあってリエルは法律関係の職業にも喜びを見出せず、およそ1866年頃までにはケベック州を去る決心をしていた。当時リエルは、半端仕事をしながら詩人のルイ=オノレ・フレシュット（Louis-Honore Frechette）とイリノイ州シカゴに暮らした後、ミネソタ州セントポールで暫く事務員として働き、1868年7月26日にレッドリヴァーに帰郷したと考えられている。

## レッドリヴァーの反乱

### 背景
レッドリヴァーは歴史的にはメティ及び先住民が人口の多数を占めている地域であった。しかし、帰郷したリエルは、英語を使用するプロテスタント系移住者の流入によって、宗教的、民族的及び人種的な緊張が高まっていることに気付いた。政治的な状況も見通しが悪いもので、ハドソン湾会社からカナダの連邦政府へのルパート・ランド移転についての継続的交渉も政治的な問題として取り扱われていなかった。結局この移転問題については、タシェ司教やハドソン湾会社の総督ウィリアム・マクタヴィッシュ（William Mactavish）が連邦首相のジョン・A・マクドナルドに対しそのような行為は社会的な不安を煽るだけだと警告を発したにもかかわらず、連邦政府公共事業省のウィリアム・マクドゥーガル大臣は当該地域の測量調査を命じた。ジョン・ストートン・デニス大佐の率いる測量隊が1869年8月20日に到着すると、土地制度として英国流の区画制度ではなく仏流の勅許地主制度が採用されていた故に、その多くは自分の土地に対する所有権が明示されていないメティの間に不安が広まった。

### 主導者リエルの台頭
8月の終わりに、リエルはこの測量調査を弾劾する演説を行い、1869年10月11日になるとリエルを含むメティの集団によってこの調査は妨害を受けた。この集団は10月16日に「メティ民族委員会（"Metis National Committee"）」として組織化され、リエルは事務局長に、そしてジョン・ブルースが委員長に就任した。
ハドソン湾会社の影響下にあったアシニボイン族評議会が一連の行動に対し釈明を求めると、リエルは、連邦が権力の名の下に行うあらゆる企てに対し、連邦政府がメティとその内容について交渉を行った後でなければ、徹底的に異議を唱える旨を宣言した。それにもかかわらず、二カ国語使用者でないウィリアム・マクドゥーガルが副総督に指名され、11月2日に当該居留地に着任しようと試みた。マクドゥーガルの一行は米国国境近くで引き返すことを余儀なくされ、同日、リエル率いるメティの集団は無血でギャリー砦（後のウィニペグ近郊にあったハドソン湾会社の交易所）を占拠した。
11月6日にリエルは今後の方針について議論する会議の席上にメティの代表者たちと並んで英語使用者たちを招き、12月1日にはこの会議に対し団結を維持するために必要であった権利義務一覧（list of right）を提案した。居留地の多数はメティの視点に立った提案を受諾したが、連邦に組する急進的少数派が、反対の立場を取り始めた。この少数派はジョン・クリスチャン・シュルツ、チャールズ・メイアー、デニス大佐及び余り気乗りしなかったといわれるチャールズ・ボールトン少佐らによって主導され、ゆるやかにカナダ党と呼ばれる集団を形成した。マクドゥーガル大臣はデニス大佐に武装兵からなる分遣隊の召集権限を与えることによって自らの権勢を振るおうと試みたが、英語を使用する移住者達の大多数はこの召集には応じなかった。しかし、シュルツは50人ほどの志願者を集め、自分の家や店舗の防備を固めた。リエルはシュルツの家を包囲することを命じ、多勢に無勢のシュルツ家の守備兵たちは間もなく降伏するとともにギャリー砦に収監された。

### 臨時政府
このような不穏な動きを聞きつけた連邦首都のオタワでは、レッドリヴァーに向けてハドソン湾会社を代表するドナルド・アレクサンダー・スミス（ストラスコナ アンド・マウント・ロイヤル卿）を含む3名の使者を派遣した。これらの使者が未だその道中にあった12月8日にメティ民族委員会は臨時政府の樹立を宣言し、12月27日にリエルはその首長に就任した。
1870年1月5日、6日にリエルとオタワからの使者との間に会談が持たれたが不調に終わり、使者のスミスは懸案問題を公開討論会に付す道を選択した。スミスは1月19日、20日の会合において臨時政府に賛意を示す大観衆の身の安全を保証し、スミスの説明をフランス系、イギリス系の両移住者が公平に考慮する機会を持てるようにと、リエルに対し新しい代表者会議の場を設けたるように働きかけを行った。こうして2月7日になると、オタワの使者一行に対し新たな権利義務一覧が提示され、その基本線にしたがって直接交渉のためにオタワに代表を送ることでスミスとリエルの間に合意ができた。

### カナダ党の抵抗とスコットの処刑
こうして政治的な領域では目覚しい進展があったものの、カナダ党の臨時政府に反対する計画は継続していた。しかし、2月17日にボールトンやトーマス・スコットらを含む48名がギャリー砦近郊で逮捕されると、カナダ党の企ては挫折に追い込まれた。ボールトンはアンブロワーズ=ディディム・ルピーヌ（Ambroise-Dydime Lepine）の指揮する法廷で裁かれ、臨時政府に対する反逆の咎により死刑を宣告された。後にボールトンは赦免されたが、スコットはこの処置について公衆の面前における侮辱を与えただけにすぎず、メティ側の脆弱さの表れであると解釈した。スコットに対する見張り番たちは何度か彼といさかいを起こした後に、不服従の咎によりスコットに対する再審問を強く求めた。この再審問の結果、臨時政府に対する公然の反抗の罪によりスコットには死刑が宣告された。リエルは再三にわたって減刑を懇願されたが、ドナルド・スミスによればリエルは、「勧めによりボールトンの命を永らえたし、ギャディも救ったから、スコットまでは…」という旨を述べたとされている。スコットは結局3月4日に銃殺刑に処せられた。リエルが処刑を容認した動機については様々な憶測を招いているが、自身の弁明に依れば、カナダ党の構成員達にメティは本気であることを知らしめる必要があると感じたと伝えられている。

### マニトバ州の創設とウルズリーの遠征
3月には連邦首都オタワに向けて臨時政府の代表団が出発した。代表団は最初のうちはスコットを処刑したことに関し法的な面で苦境に立たされたが、間もなくマクドナルド首相やジョルジュ=エティエンヌ・カルティエらとの直接会談を行うことが可能となった。双方は権利義務一覧に盛り込まれた要求事項のほとんどを正式なものとする旨の合意に達したが、これがマニトバ州の連邦入りを公式に承認する1870年5月12日のマニトバ法の基礎となった。しかし、交渉の結果代表団たちは臨時政府に対する大赦を勝ち取ることはできなかった。連邦政府の権威を居留地に及ぼしアメリカ拡張主義者達を思いとどまらせるために、ガーネット・ウルズリー大佐の指揮するカナダ軍の遠征隊がレッド・リヴァーに向けて派遣された。連邦政府側は軍の派遣を「平和の使者」と表現したが、リエルは遠征軍の一部民兵が彼に対する私的制裁を狙っていることを察知し、同軍がレッドリヴァーに接近した際に国外逃亡を図った。8月24日の遠征軍到着によりレッドリヴァーの乱は事実上その終わりを告げた。

## 乱と乱の狭間

### 恩赦の審問
9月2日になると新副総督のアダムス・ジョージ・アーチボルドが着任し、新政府の成立を宣言した。リエルは恩赦を得られず、また民兵達は親リエル派を叩き威嚇を加えたことから、セント・ヨゼフ伝道所の保護の下に国境を越えダコタ準州へ逃亡した。1870年12月に行われた第一回州議員選挙の結果、リエルを支援する者が数多く勢力を持つこととなった。しかし、リエルは精神的重圧と経済的困窮から身体の調子がすぐれず（この不調は後の精神的な病の前兆とされている）、1871年5月になってやっとマニトバへの帰還が叶った。
このころのレッドリヴァー居留地は新たな脅威に直面していた。リエルのかつての盟友ウィリアム・バーナード・オドノヒュー（William Bernard O'Donoghue）の率いるフィニアン同盟員（アイルランド系）が国境を越えてマニトバへの襲撃を行ったのである。この脅威は後に誇張されすぎた話であることが判明したが、副総督アーチボルドは10月4日軍の召集を宣言した。武装騎馬兵の部隊が編成され、うち一部隊をリエルが率いた。アーチボルドはセント・ボニファスで行われた閲兵式の折、大げさな仕草でリエルと握手を行い友好関係の回復がなったことを公式にアピールした。しかし、現実はこれと異なり、この和解の知らせがオンタリオ州に届けられると、メイアーを始めとする「カナダ第一運動（Canada First movement）」の構成員は、反リエル（及び反アーチボルド）の気運を再起させるためにしきりに民衆を扇動した。
1872年の連邦選挙において、マクドナルド首相はまずいことにケベック州とオンタリオ州間に更なる溝を生じさせた。そこでマクドナルドはタシェを通じてリエルに1,000カナダドルの賄賂を提供するとともに自発的に亡命するよう工作を行った。またスミスからは、リエルの家族の賄費として600ポンドが追加提供された。他に選ぶ道もなくリエルは1872年3月2日にミネソタ州セントポールに辿り着いた。しかし、6月末にマニトバ州に戻ると間もなくProvencher 選挙区から連邦議員選挙に立候補することを表明した。ところが、9月初旬にカルティエが地元選挙区のケベックで敗けると、リエルはカルティエ（記録によればリエルの恩赦について好意的な立場であった）が議席を確保できるようにと支援を行った。こうしてカルティエは選挙に圧倒的な勝利を収めたが、リエルの望んだ恩赦審問による早期解決の夢は1873年5月20日のカルティエの死により潰えた。
1873年10月の補欠選挙にリエルは無風状態で立候補したが、9月に彼に対する逮捕状が発行されると再び逃亡した。このときルピーヌは不運にも捉えられ、裁判にかけられた。リエルは、逮捕や暗殺を恐れながらモントリオールに向かい、下院議員の議席に就くべきかどうか逡巡していた。というのもオンタリオ州首相のエドワード・ブレークは、リエルの逮捕に5,000ドルの懸賞金を掛けていたからである。リエルは1873年の「パシフィック・スキャンダル（カナダ太平洋鉄道の建設工事受注を巡る贈収賄事件、11月にマクドナルド保守党内閣の退陣に発展）」の議事に出席しなかった唯一の国会議員であったことが知られている。カナダ自由党の党首アレクサンダー・マッケンジーが臨時の連邦首相となり、1874年1月に総選挙が行われた。こうしてマッケンジー率いる自由党は新内閣を発足させたが、リエルはその議席を維持した。杓子定規にいえばリエルは選挙で議員に選ばれた時にすくなくとも一度は議員名簿に署名を行う必要があったため、1月下旬に形式を整えるための署名を行っている。ところが、この議員名簿の署名漏れを種にして、リスガー選挙区から選出されたシュルツが支援した運動により、リエルは非難を浴びた。リエルの勢いはこの運動でも止まることなく補欠選挙で再選を果すが、またも追放処分となった。こうして、リエルの象徴的なイメージが形成されケベック州における世論は大変な勢いで親リエルに傾いていった。

### 国外逃亡と精神疾患
今度の亡命期間中リエルはニューヨーク州プラッツバーグ近郊にあったフランス系カナダ人の村キースビルで暮らしたが、ここでルピーヌの命運について知らせを受けた。それは1874年10月13日に始まったスコット殺害容疑に係る一連の裁判で、ルピーヌは有罪となり死刑判決が下されたというものであった。この判決に対し、Lepine に同情的であったケベック州の新聞は憤怒の報道を行い、ルピーヌ、リエル両者の恩赦を求める声に再び火がついた。こうした状況は、ケベック州、オンタリオ州双方からの要求を受けて解決の糸口のみつからない板ばさみにあったマッケンジー首相にとって、厳しい政治的問題を露呈した。しかし、時のカナダ総督であった初代ダファリン・アンド・アーヴァ侯爵フレデリック・ハミルトン＝テンプル＝ブラックウッド自らの主導により1875年1月にルピーヌが減刑され、解決が図られた。このことによってマッケンジー首相にとっては当時亡命生活5年に及ぶリエルの恩赦を議会から得る道が開かれた。
逃亡生活においてリエルは、政治よりも宗教的な事柄についてより深い関心を持つに至った。彼に対し同情を示したケベック州のローマ・カトリック系司教の督励もあって、徐々に自らをメティの指導者として神に選ばれた者であるとの信念に感化されていった。現代の伝記作家の中には、当時のリエルが誇大妄想的な心理状態に陥っていたのではないかと推定する者もいる。神経が耗弱し、突然の暴力が続くようになるとモントリオールに連れて行かれ、叔父のジョン・リーの看護の下で数ヶ月を過ごした。しかしリエルが宗教儀式の妨げとなる挙動を示すようになると、叔父のリーは1876年3月6日に彼を「ルイ・R・ダヴィッド」の偽名でケベック州の Longue-Pointe の精神病院で拘禁状態に置くような手はずを整えた。さらに事の露見を恐れた医者は「ルイ・ラロシェロ」の変名を使って彼の身柄をケベック市近くにあったボーポール病院へ移送した。リエルは散発的に襲ってくるわけのわからない激情に苛まれながら、自らの信仰に関する著述を続け、キリスト教とユダヤ教とが混合したような神学の小冊子を編んだ。そして、自らを新世界の預言者ルイ・"ダヴィッド"・リエルと呼ぶようにさえなった。しかし、症状は徐々に回復し、1878年1月23日に穏やかな暮らしを送るようにとの勧告を受けながらボーポール病院から開放された。リエルは程なくキースビルに戻って、友人の修道会献身者ファビアン・バルナベ（Fabien Barnabé）神父の娘エヴリナ・マルタン・バルナベ（Evelina Martin dit Barnabé）と情熱的な恋に落ちた。リエルは、彼女がついて来てくれるかもしれないと期待しながらも、求婚の言葉を十分伝えずに西部へ向かった。しかし、彼女はプレーリーでの生活にはなじめないであろうと考え、彼らの連絡も間もなく途絶えた。

### モンタナ州での家庭生活
1878年の秋、リエルはセント・ポールに帰還を果し、暫くのあいだ友人や家族の元を訪れた。この頃、レッドリヴァーにおけるメティ社会に急激な変化が起きていた。メティたちが生活の糧としていたバイソンの数がだんだん減少する一方で、移住者の流入量は格段に増加し、メティの多くは土地を無節操な当地投機家に売り払ってしまっていた。マニトバ州を去ったレッドリヴァーのメティ多数と同様に、リエルもまた新生活を求めてさらに西を目指した。モンタナ準州への道すがら、リエルはベントン砦を囲む一帯で商人及び通訳として働いた。ここでアルコール中毒の蔓延とそのアメリカ先住民やメティにとっての有害な影響を目の当たりにし、リエルはウイスキーの取引を縮減するための運動を行うが、これは不首尾に終わった。
1881年、リエルはメティのマルグリット・モネ・ベリュメール（1861年 - 1886年）と4月28日に田舎風の結婚をし、翌1882年3月9日に結婚式を挙げた。夫婦は3人の子供を儲けた。順に、ジャン=ルイ（1882年 - 1908年）、マリー=アンジェリーク（1883年 - 1897年）ともう一人の男児（リエルが絞首刑となるわずか1ヶ月前の1885年10月21日に死亡）であった。その後モンタナ州の政治にかかわりを持つようになり、1882年には米国共和党のために活発な運動を展開した。民主党に対し選挙における投票の不正操作の疑いで訴訟を起こすところまで行き着いたが、自身もまた選挙資格を得るために英国籍を不正に利用したのではないかと告発を受けた。これに応えてリエルは米国市民権の取得申請を行い1883年3月16日に帰化を果した。2人の幼子を連れて1884年にモンタナに腰を据え、サンリヴァー地域のセントピーター・イエズス布教所の学校で教育活動を行った。

## ノースウェストの反乱

### サスカチュワン準州の悲嘆
レッドリヴァーの反乱のあとメティの大部分は西に向かいサスカチュワン渓谷、とりわけサン・ローラン布教所（後のサスカチュワン州グランディン近郊）を中心とした地域の河川支流南側沿いに移住した。1880年代になると、西方への移住はもはやメティやプレーリー地区の先住民の問題点を解決するための万能薬としての役割は果さなくなっていた。バッファローの群れが急速に減少したことで、クリー族やブラックフット族といった先住民の間には飢餓が広まった。1883年には政府からの援助が減らされ、連邦政府が部族との協定を遵守しなかったことにより、事態の悪化に拍車がかかった。
メティは半ば義務的に狩猟を放棄し農業を始めたのも同然であったが、このような変遷はマニトバ州で既に起こったことと似たような土地保有を巡る争いといった複雑な問題を伴うものであった。さらに、ヨーロッパや東部諸州からの移住者もサスカチュワン準州に流入したが、彼らもまた準州の行政運営のあり方に不満を抱いていた。このように事実上あらゆる階層が苦吟しており、1884年にはイギリス系、アングロ-メティ系及びメティからなる地域共同体で会合が持たれ、全般的に対応が遅れがちな政府に対し事態を是正するための請願を行った。
また北西準州のローヌ選挙区では、3月24日に Batoche の集落で支流南部（south branch）のメティの会合が開かれ、30名の代表者がリエルを復帰させメティの主張の代弁を行ってくれるよう求める議決を行った。5月6日にはメティ及びプリンス・アルバートからの英語使用者代表が合同した「移住者連合」の会議が開かれ、オンタリオ州出身移住者でメティに同情的だったウィリアム・ヘンリー・ジャクソン（俗称オナー・ジャクソン）やアングロ-メティ系のジェームス・イズビスター（James Isbister）らが参加した。ここでもリエルの力で連邦政府に苦悩を訴えてもらうように依頼するための使者を送る案が採択された。

### リエル帰還
リエルへ向けて差し向けられた使者代表は、バッファロー狩りの名人で、マニトバ時代のリエルを知るサン・ローラン・メティの長、ガブリエル・デュモンが務めた。リエルは彼らの問題に対し支援を行う考えに容易に傾斜していった。このことは、自分がメティの指導者として神に選ばれた存在で新しいキリスト教を形成する預言者であるという不動の信念を持ったリエルの立場からすれば、驚くに足りないことであった。それとともにリエルはマニトバ州における自分の土地の所有権確認を求める訴えについて新たな地位を利用することを意図していた。いずれにせよリエルと使者一行は6月4日に出発し、7月5日に Batoche へ戻った。リエルが到着後、穏健で合理的なアプローチを唱える演説を行うと、メティ及びイギリス系移住者の間に一様にリエルに対する好印象が広がった。
1884年6月にはプレーンズ・クリー族の長ビッグ・ベアーとパウンドメーカーがそれぞれ族の主張を取りまとめ、リエルとの会談が開かれた。しかし、先住民達の不満の内容は移住者のそれとは全く異なるものであり、この会談では何の結論も出なかった。リエルに触発されたオナー・ジャクソンやその他地域共同体の代表者達は請願文案を起草し、7月28日にジャクソンは不満と移住者達の目的を記載した声明書を公表した。ジャクソンが事務局長を務めたイギリス系 - メティ合同委員会は数ヶ月にわたって様々な地域共同体から提案内容への理解を得るために活動を行った。その間に、リエル支持の約4分の1程はぐらつきを見せ始めた。リエルの行った宗教に関する表明が次第にローマ・カトリックの教えとはかけ離れたものとなるにつれて、聖職者達はリエルと距離を置くようになり、アレクシス・アンドレ神父はリエルに対し宗教と政治を混同してはならないと注意を促した。また、準州の副総督で先住民監督官であったエドガー・デュードニーの買収工作に呼応して、現地英字紙はリエルを批判する論調を採った。
そのような中でも運動は継続され、12月16日にリエルは州政府に対し請願書を提出するとともに連邦政府と直接交渉を行うための代表団派遣を提案した。請願書の提出はマクドナルド内閣の国務大臣であったジョゼフ=アドルフ・シャプロー（Joseph-Adolphe Chapleau）に知れるところとなったが、首相のマクドナルド自身は後に請願書を見た事実について否定している。

### 教会との断絶
リエルは連邦政府からの返事を待つ間モンタナへ帰ろうかと考えたが、2月まで留まることに決めた。何も事態が進展しない中で、リエルは採りつかれた様に祈祷に専念するようになり、実際かつて見せた精神的な動揺を再発させる状態も見せた。リエルは次第に異端的な主義主張を信奉するようになりカトリックの指導者たちとの関係が悪化した。
1885年2月11日に請願書に対する回答が届いた。政府側の提案は、ノースウェスト準州の人口調査を行うとともに、不満について調査を行う委員会を設けるといったものであった。この回答を単なる時間稼ぎと解釈したメティは怒り、武力に訴える方法を支持する勢力が一気に台頭した。この勢力は、英語話者の地域共同体が多数派を占める教会や、地域指導者の Charles Nolin を支援するメティ一派からは支持を得られなかった。ところが、リエルは自己を救世主と看做す錯覚に影響を受けたためか、徐々にこのような急進的な動きに同調する傾向を強めた。
3月15日にはサン・ローランの教会においてリエルは急進的な立場を主張して説教を妨害した結果、秘跡を受けることを禁じられた。そしてリエルはしばしば独自の「神授のお告げ」について語ることが多くなった。しかし、現実から迷いを覚まされ、リエルのカリスマ性と雄弁な話術に揺り動かされたメティの多くは、Ignace Bourget 司教（フランス系カナダ人）がローマ教皇となるべきであり「ローマは地に落ちた」などという宣言にもかかわらず、リエルに対して忠実なままであった。
サン・ローランの聖職者は当時を振り返って、ちょうど蛇が獲物を狙う時のようにリエルはメティたちを狂気で魅了した、といった旨の記録を残している。

### 反乱の開始
3月18日プリンスアルバートで北西騎馬警察（王立カナダ騎馬警察の前身）の守備隊が増強されつつあることが知られるようになった。事実はアレクシス・アンドレ神父や守備隊長 L.N.F. クロージャーの警告により、わずか100名ほどが追加配備されただけであったが、500名の重武装兵が準州にやってくるとの噂がたちまちのうちに流布された。メティ側の忍耐も限界となり、リエルに追随する者たちは武器を携え人質をとり、Batoche とプリンス・アルバート間の電信線を断った。
3月19日には Batoche においてまたも臨時政府の樹立宣言がなされ、リエルが政治的そして精神的な面での指導者となり、デュモンが軍事面の指揮を執った。リエルは "exovedate" (「群れから去った者」という意味の新造語)と呼ばれる評議会を作り、パウンドメーカーやビッグベアーらクリー族長の支持を取りつけるため代表者を送り込んだ。
3月21日、リエルの密使は守備隊のクロージャー隊長にカールトン砦を明け渡すよう要求したが、拒絶された。事態は風雲急を告げ、3月23日副総督デュードニーはマクドナルド首相に軍事介入が必要となるかもしれない旨の通信を送った。3月26日にダックレーク近郊を偵察中のガブリエル・デュモン率いる一隊は思いがけずカールトン砦からの守備隊を発見した。こうしてダックレークの戦いが起こり守備隊が敗走した知らせが届くと先住民たちは一斉に蜂起した。戦端は開かれ、ノースウェストの反乱が本格的に始まった。
リエルは、連邦政府が遠く離れたノースウェスト準州で起こったもう一つの反乱に効果的な対応を行うことはできず、故に政治的な交渉を求めてくるであろうことを期待していた。これは基本的には1870年代における反乱において大変効果のあった戦略と同じものであった。最初の反乱当時には、リエルが指揮権を掌握してから3ヶ月ほど経過してやっと先発隊が到着するといった状況であった。しかし、リエルは生まれたばかりのカナダ太平洋鉄道の重要性を完全に見落としていた。鉄道には大きな未敷設箇所があったが、それでも連邦の正規兵及び民兵の先発隊は、フレデリック・ミドルトン少将の統率の下、リエルの請願書提出からわずか2週間も経過しないうちにダックレークに到着した。
正面から直接対決したのでは連邦軍には勝てないと見たデュモンは、ゲリラ戦を長期的に展開することによって交渉に持ち込もうとした。デュモンのこの方針に沿った作戦は4月24日のフィッシュクリークの戦いにおいてささやかな成果を見せた。しかし、リエルは彼の「神の街」を防衛するために Batoche に軍事力を集中することに固執した。5月9日から12日まで行われた Batoche の戦いの結果は火を見るより明らかで、5月15日に髪をぼさぼさにしたリエルは、連邦軍の前に降伏した。また、ビッグベアーの率いる一隊は6月3日のルーンレークの戦いまではどうにか持ちこたえたものの、反乱した達はほとんどが降伏か逃亡し、全体で見ればメティにとっても先住民にとっても惨憺たる失敗に終わった。

## 反逆罪の裁判

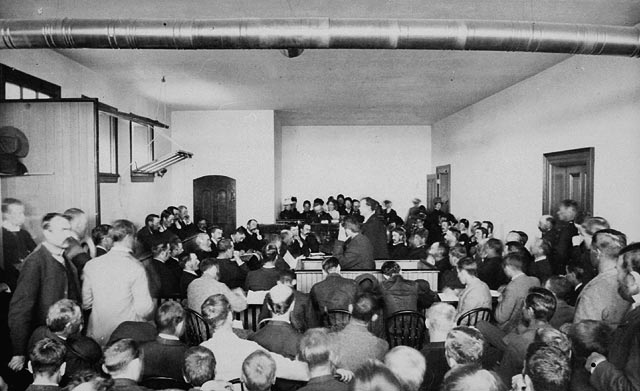
裁判で証言するリエル

連邦政府と緊密な関係のあった数名の者は、ウィニペグで1885年7月に裁判を行うことを要求した（実際に裁判が行われたのはレジャイナ）。複数の歴史家は、ウィニペグであれば混血で同情的な陪審員が当てられる可能性があったことからレジャイナに裁判管轄が移された、と主張するが、史学者のトーマス・フラナガン教授（カルガリー大学）は、ノースウエスト準州法が改正（死刑に相当する犯罪についてはマニトバ州で裁判を行わなければならない旨の旧規定が廃止された）されたことで、同準州でも裁判が可能になり、ウィニペグで裁判を行う必要性がなくなっただけである、と述べたている。
連邦首相のジョン・A・マクドナルド卿は裁判地をレジャイナとすることを命じ、同地でリエルはレジャイナ周辺の全地域から選ばれたイギリス系及びスコットランド系プロテスタント6名で構成される陪審に裁かれた。裁判は1885年7月28日に始まり、たった5日で結審した。裁判中リエルは2度にわたって、自身の行動を弁護しメティの権利擁護するための長い演説を行った。弁護士は、心神耗弱を理由に弁護を展開しようとしたが、リエルは「理性ある存在としての尊厳もなく生きながらえることなど意味がない」としてこれを拒んだ。
陪審は有罪の判断を下したが情状酌量を勧告した。しかし、裁判官ヒュー・リチャードソンは死刑を宣告し、執行の日は1885年9月18日と定められた。この50年後に当時陪審員を務めたエドウィン・ブルックスは、反逆罪で裁かれたはずが、実はトーマス・スコット殺害の咎で絞首刑になったと述懐した。

## 処刑

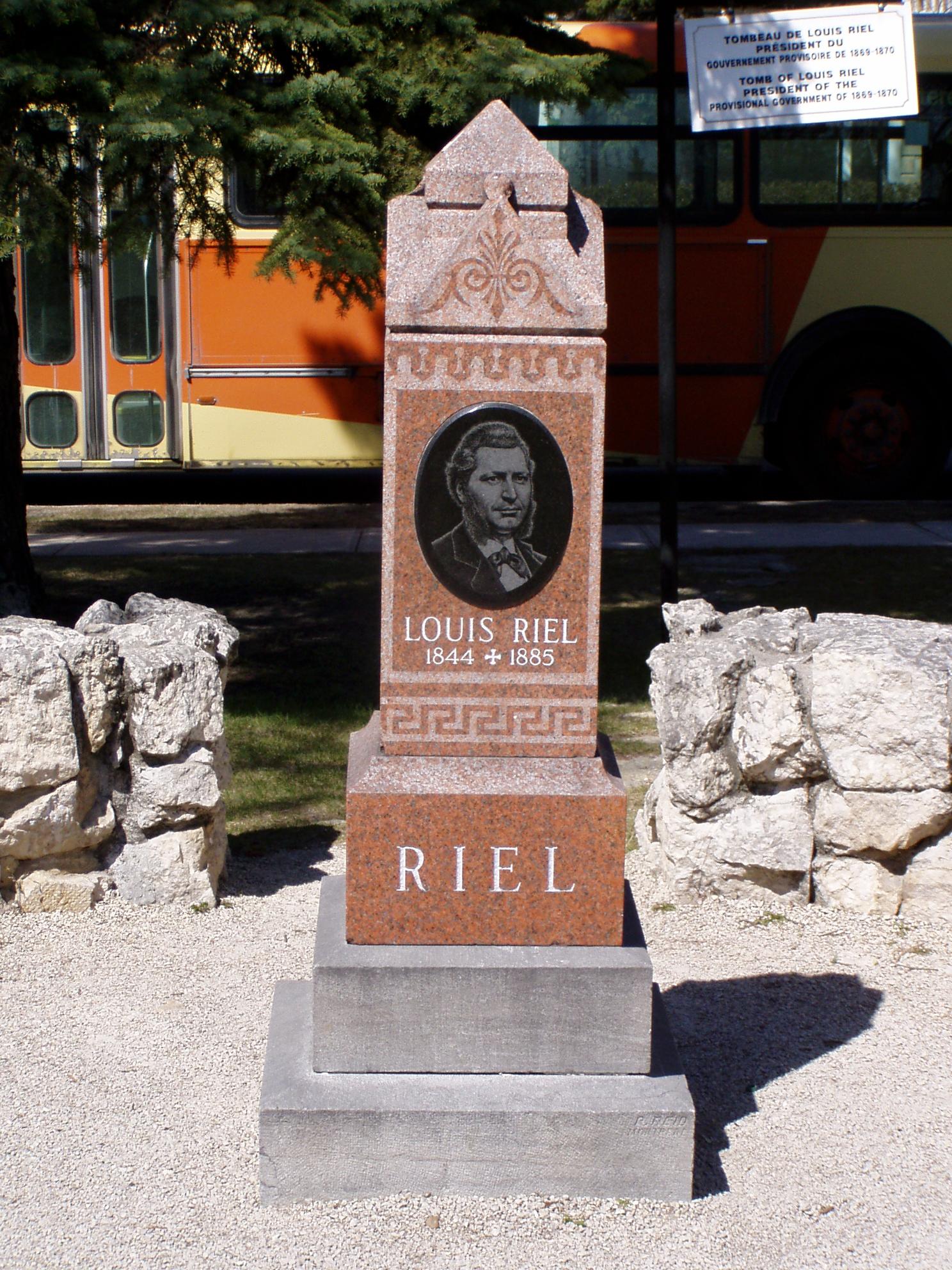
リエルの墓碑

処刑に先立ち、リエルはカトリック教会と和解し、アンドレ神父が精神面の教導者に指名された。また、獄中で本が書けるようにと文房具が与えられた。かつてのカナダ党のチャールズ・ボールトンはその回顧録の中で、処刑の日が近づくにつれ、リエルは「心神耗弱」を主張しなかったことを後悔し、何とか正気でなかった証拠を提供しようと虚しい努力をしたと書き残している。裁判やり直しやイギリス本国の枢密院への上訴の請求はことごとく退けられ、1885年11月16日に反逆罪により絞首刑に処せられた。
ボールトンはリエルの最後について、生々しい記述を残している。また、リエル処刑に間接的に関与した首相のマクドナルドは、次のような有名な言葉を残した。「リエルは処刑されたが、ケベックの犬は彼を恋しがって吠える。」
処刑のあと、リエルの遺体はマニトバ州 St. Vital の母親の家に返されて正装安置され、1885年12月12日に行われたミサの後セント・ボニファス教会の墓地に埋葬された。

## リエルの残した遺産

### 政治上の遺産
政府はサスカチュワン州メティの求めた土地を1887年終盤までに提供し、彼らの希望にしたがってメティス川の区画の再測量を行った。メティは当時与えられた土地について長い目で見た場合の価値を理解しておらず、間もなく投機家たちはそれを買いあさり後に転売で巨額な利益を手に入れた。いろいろな面でリエルが恐れていた最悪の事態が現実のものとなった。反乱の失敗後、マニトバの教育問題を取り巻く論争に見られるように、サスカチュワン、マニトバの両州でフランス語やローマ・カトリック信仰は少数派となった。メティ自身も徐々に望まない土地や先住民特別居留地（メティには先住民に与えられる協定上の地位は与えられていない。）の裏側などに住むことを余儀なくされた。サスカチュワンは1905年まで州制が敷かれていなかった。
リエルの処刑とマクドナルド首相の減刑拒絶の姿勢は、継続的なケベック州の不和を招来し、カナダの政治秩序に根本的な変質をもたらした。ケベック州では、オノレ・メルシエール（Honore Mercier）がリエル処刑に対する不満を利用して、ケベック自由党を再結成した。ケベック独立を標榜するこの政党は、1886年の州選挙においてそれまで多数を占めたケベック保守党を破る議席を獲得し与党となった。1887年の連邦選挙においても同様に、連邦自由党が大きく議席を伸ばし、保守党は大敗した。続いて1896年連邦選挙ではウィルフリッド・ローリエ卿率いる自由党が勝利を収め、20世紀カナダの連邦政治において同党が支配権を握る足がかりを作った。
1994年11月16日にブロック・ケベコワ所属議員のスザンヌ・トランブレー（Suzanne Tremblay）が議員立法案 C-228, "An Act to revoke the conviction of Louis David Riel"（『ルイ・ダヴィッド・リエルの有罪判決を撤回する法律』案）を提出したことは、リエルの名が未だにカナダ政治において影響力を有する一つの証拠となった。この法案は否決されはしたもののイギリス系カナダ人の間では一般的に、1995年のケベック州の独立を問うた住民投票の前に独立支援に対し刺激を与えるための試みであったとして認識されている。

### リエルに対する再評価
従前はルイ・リエルについては、特にメティやフランス系以外のコミュニティで、狂気の反逆者としての認識が一般であったが、21世紀になって、こうした見方は弱まっている。人種主義的な政府と対峙するために人々のために立ち上がった英雄として捉える見方もあり、またその狂気に懐疑的な者は、リエルを絶対的に尊敬すべき人物と見る場合もある。
リエルには謎の部分も多いが、歴史家 J.M.S. Careless は、リエルは殺人者と英雄の両方であった可能性がある、との立場をとる。リエルの性急なスコット処刑によって彼の支持者たちの運命は劇的に変わってしまったともいえる。例えば、レッドリヴァーの反乱直後に、連邦政府はメティから土地を奪うために投機家や非メティの開拓を促進する政策を取り始めた。仮にスコットの処刑がなければ、連邦政府はこの政策をもっと厳格なものとし、メティとの良好な関係に配意したものとしていたかもしれない。メティ学者には、リエルとはメティよりも非メティにとってより重要な人物であったと指摘する者もいるが、これはたいていの非メティが関心を持つ唯一のメティがリエルであるという理由であろう。歴史家のトーマス・フラナガンは、他の多数の者も認めるとおり、ノースウェストの反乱におけるリエル支持者達とカルト教団との間にある種の共通点があることを指摘している。また、リエルに革命家のイメージを見て取る者もおり、1960年代のケベック州のテロリスト集団、ケベック解放戦線では、その小組織の一つにリエルの名を当てている。

### 記念碑、リエルにちなむ地名

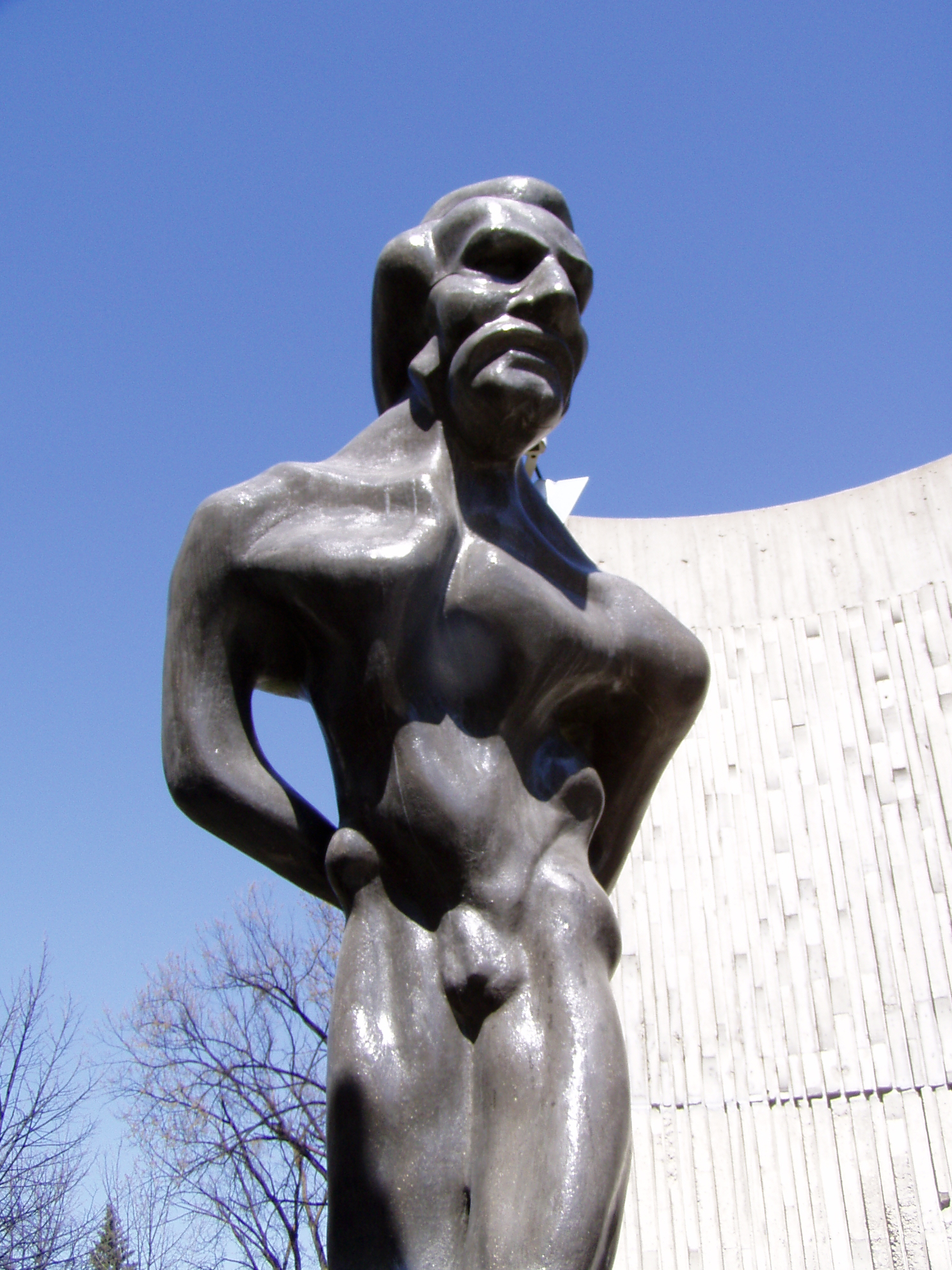
ウィニペグの苦悶するリエル像

オタワの国会議事堂敷地にはリエルの彫像があり、またウィニペグにも二つの像が建てられている。ウィニペグにある一つは建築家のマルシアン・ガブリーと彫刻家のマルシアン・ルメイの作品で、裸で苦悶するリエルを描写している。この作品は1970年に発表され、23年間マニトバ州議事堂敷地に据えられていたが、この像の描写は嫌悪を覚え品位を損なうとする抗議の声（特にメティ・コミュニティから）を受け、像はセント・ボニファス大学のキャンパスに移設された。1994年にリエルを威厳に満ちた政治家として描いた Miguel Joyal の像が代替として州議事堂に据えられた。
マニトバ州やサスカチュワン州のコミュニティの多くでは、道路、学校やその他建物にリエルを記念する名前がよく使われている。サスカトゥーンに所在するサスカチュワン大学の学生センターや学内パブはリエルの名前をとっている。また、レジャイナからプリンス・アルバート南部まで延びる州ハイウェイ11号線は州により「ルイ・リエル・トレイル」と命名され、この道沿いには1885年の反乱ゆかりの土地が数多くある。

### 芸術、文学その他文化
レッドリヴァーの乱におけるリエルを描いた1979年CBCのテレビ映画『Riel』やカナダの漫画家チェスター・ブラウンの2003年グラフィックノベル『Louis Riel: A Comic-Strip Biography』
オペラ『Louis Riel』が1967年のカナダ百年祭にむけて製作依頼された。ハリー・サマーズ作のこのオペラは3幕から構成され、Mavor Moore と Jacques Languirand により英仏両語のリブレットが用意された。カナディアン・オペラ・カンパニー（Canadian Opera Company）が製作に当たり、1967年の9月から10月にかけて初公演が行われた。
1960年代後半から1990年代前半にかけて、サスカトゥーンでは「ルイ・リエルの日」が設けられ、夏祭りでは、走り、荷物運び、カヌー、ヒルクライムや乗馬を組み合わせた競争が行われ、またロールキャベツ食いコンテストも開かれた。
Billy Childish は『Louis Riel』という題名の曲を作り、Thee Headcoatsによって演奏された。
2003年10月22日『CBC Newsworld』と同番組のフランス語版に相当する『Reseau de l'information』では、リエルの裁判のシミュレーションが行われた。視聴者は有罪・無罪の投票をインターネットで行うことができ、10,000票以上が投じられたがその87%は無罪であった。この結果から再びリエルの死後の恩赦を求める動きもあった。また同じくCBCの「偉大なカナダ人」の企画で、リエルは一般投票の結果11位にランクされた。